# Luigi Pandolfi
Luigi Pandolfi (Cartoceto, 6 settembre 1751 – Roma, 2 febbraio 1824) è stato un cardinale italiano.

## Biografia
Nacque a Cartoceto il 6 settembre 1751.
Papa Pio VII lo elevò al rango di cardinale nel concistoro del 10 marzo 1823.
Morì il 2 febbraio 1824 all'età di 72 anni.